# الحب والروح، أطفال
الحب والروح، أطفال هي لوحة زيتية للرسام الفرنسي ويليام بوغيرو.